# Pjotr Sumin
Pjotr Sumin (7. lipnja 1946. – 6. siječnja 2011.) bio je guverner Čeljabinske oblasti u Rusiji.
Član je Komunističke stranke Ruske Federacije.
Postao je guvernerom Čeljabinske oblasti 1997. godine. U svom radu se žalio na radioaktivni otpad u svojoj oblasti. 
Izabran je guvernerom 1996., ured je preuzeo 5. siječnja 1997., a ponovo je izabran 2000. godine. U travnju 2005., ruski predsjednik Putin predložio ga je za treći guvernerski mandat, a vijeće Čeljabinske oblasti jednoglasno ga je izabralo.